# Суврага-Хайрхан
Суврага-Хайрхан (монг. Суврага хайрхан) — горная вершина в центральной Монголии высотой 3179 метров над уровнем моря.

## Физико-географическая характеристика
Вершина Суврага-Хайрхан расположена в центральной части Монголии в аймаке Архангай, сомон Цэнхэр, в восточной части горного массива Хангай. Высота вершины Суврага-Хайрхан составляет 3179 метров над уровнем моря.
Нижняя часть вершины Суврага-Хайрхан покрыта лесами, верхняя часть пустынная и бесплодная. Суврага-Хайрхан является одной из главных точек водораздела массива Хангай. На южном склоне вершины Суврага-Хайрхан берёт начало самый крупный приток Селенги и самая длинная река в пределах границ Монголии Орхон. На восточном склоне вершины берёт начало река Цэцэрлэг. На западном склоне вершины берёт начало притока Орхона река Тамир-Гол.
В 2007 году, в соответствии с законом Монголии об ООПТ, Суврага-Хайрхан получила статус горы государственного поклонения. Всего в Монголии 10 вершин имеют подобный статус. Целью присвоения горам подобных статусов было возрождение традиций древних монгольских государств по использованию и защите природы, обычаев народа и религиозных обрядов.